# Class 59
Pour les articles homonymes, voir Class.
Les Classe 59 sont une série de locomotives diesel Co-Co en service sur le réseau des chemins de fer britanniques, conçues pour le trafic de fret lourd. Elles ont été construites par General Motors (EMD) pour le compte à l'origine de Foster Yeoman. EMD leur a donné le code de série JT26CW-SS.

## Généralités
Elles ont été mises en service en 1986 et conçue spécifiquement pour le gabarit réduit et les normes britanniques, à partir de la locomotive EMD SD40-2. La cabine de conduite est dérivée de celle de la Class 58 (Bone) de British Rail.
ARC a acquis quatre machines (Classe 59/1) et National Power six autres (Classe 59/2). Foster Yeoman et ARC ont fusionné leurs activités de transport ferroviaire pour former Mendip Rail, tandis que celle de National Power a été reprise par EWS.
Le 26 mai 1991, la locomotive n° 59 005 a établi le record européen du tonnage remorqué par une seule locomotive, avec un train de matériaux de 11 982 tonnes pour une longueur de 1 650 mètres.
En 1997, une des locomotives de Foster Yeoman, Yeoman Highlander portant le n° 59 003, a été exportée par Heavy Haul Power International en Allemagne où elle a reçu le n° 259003.
La conception des récentes Classe 66 partage avec cette série la même structure de caisse, mais la disposition interne est différente, et il y a aussi quelques petites différences visibles extérieurement. La seule livrée commune aux deux classes est celle rouge et or d'EWS, mais tandis que les 66 ont une bande or en zigzag, celle des 59 est droite.